# Europees-mediterrane kampioenschappen boogschieten 2010 (outdoor)
De Europees-mediterrane kampioenschappen boogschieten 2010 waren door de European & Mediterranean Archery Union (EMAU) georganiseerde kampioenschappen voor boogschutters. De 21e editie van de Europees-mediterrane kampioenschappen outdoor vonden plaats in het Italiaanse Rovereto van 24 tot 29 mei 2010.
Voor de eerste maal stonden beide gemengd dubbel onderdelen op het programma.

## Resultaten

### Mannen
| Onderdeel              | Goud                                               | Goud | Zilver                                         | Zilver | Brons                                         | Brons |
| ---------------------- | -------------------------------------------------- | ---- | ---------------------------------------------- | ------ | --------------------------------------------- | ----- |
| Recurve - individueel  | Romain Girouille                                   | FRA  | Michele Frangilli                              | ITA    | Markiyan Ivashko                              | UKR   |
| Recurve - team         | Florian Floto Rafael Poppenborg Sebastian Rohrberg | GER  | Ilario Di Buò Michele Frangilli Marco Galiazzo | ITA    | Matti Hatava Antti Mansukoski Antti Tekoniemi | FIN   |
| Compound - individueel | Andrew Rikunenko                                   | GBR  | Sergio Pagni                                   | ITA    | Peter Elzinga                                 | NED   |
| Compound - team        | Aleksandr Dambajev Danzan Jaloedorov Denis Segin   | RUS  | Peter Elzinga Rob Polman Fred van Zutphen      | NED    | Pietro Greco Sergio Pagni Antonio Tosco       | ITA   |

### Vrouwen
| Onderdeel              | Goud                                           | Goud | Zilver                                        | Zilver | Brons                                               | Brons |
| ---------------------- | ---------------------------------------------- | ---- | --------------------------------------------- | ------ | --------------------------------------------------- | ----- |
| Recurve - individueel  | Natalja Erdyniëva                              | RUS  | Inna Stepanova                                | RUS    | Begünhan Elif Ünsal                                 | TUR   |
| Recurve - team         | Natalja Erdyniëva Ksenia Perova Inna Stepanova | RUS  | Gema Buitrón Helena Fernández Magali Foulon   | ESP    | Pia Carmen Lionetti Jessica Tomasi Natalia Valeeva  | ITA   |
| Compound - individueel | Viktoria Balzjanova                            | RUS  | Gladys Willems                                | BEL    | Albina Loginova                                     | RUS   |
| Compound -team         | Michèle Massina Sarah Prieels Gladys Willems   | BEL  | Anastasia Anastasio Laura Longo Eugenia Salvi | ITA    | Viktoria Balzjanova Albina Loginova Diana Tontojeva | RUS   |

### Gemengd
| Onderdeel      | Goud                           | Goud | Zilver                           | Zilver | Brons                          | Brons |
| -------------- | ------------------------------ | ---- | -------------------------------- | ------ | ------------------------------ | ----- |
| Recurve - team | Marco Galiazzo Natalia Valeeva | ITA  | Sebastian Rohrberg Elena Richter | GER    | Simon Terry Charlotte Burgess  | GBR   |
| Compund - team | Anders Malm Isabell Danielsson | SWE  | Martin Damsbo Camilla Sømod      | DEN    | Dejan Sitar Maja Marcen Pavlin | SLO   |

### Medaillespiegel
| Plaats | Land                | Goud | Zilver | Brons | Totaal |
| 1      | Rusland             | 4    | 1      | 2     | 7      |
| 2      | Italië              | 1    | 4      | 2     | 7      |
| 3      | Duitsland           | 1    | 1      | 0     | 2      |
| 3      | België              | 1    | 1      | 0     | 2      |
| 5      | Verenigd Koninkrijk | 1    | 0      | 1     | 2      |
| 6      | Frankrijk           | 1    | 0      | 0     | 1      |
| 6      | Zweden              | 1    | 0      | 0     | 1      |
| 8      | Nederland           | 0    | 1      | 1     | 2      |
| 9      | Denemarken          | 0    | 1      | 0     | 1      |
| 9      | Spanje              | 0    | 1      | 0     | 1      |
| 11     | Slovenië            | 0    | 0      | 1     | 1      |
| 11     | Finland             | 0    | 0      | 1     | 1      |
| 11     | Turkije             | 0    | 0      | 1     | 1      |
| 11     | Oekraïne            | 0    | 0      | 1     | 1      |
| Totaal | Totaal              | 10   | 10     | 10    | 30     |